# Architektur des Secessionsstils in Ungarn
Die Architektur des Secessionsstils in Ungarn entwickelte am Ende des 19. Jahrhunderts eine eigene Formensprache, die sich von der Architektur des Jugendstils und der Wiener Secession unterschied. Besonders in Budapest, aber auch in den anderen Städten Ungarns entstand eine große Anzahl von Gebäuden in diesem Stil, der auch als Budapester Szecesszió bezeichnet wurde.

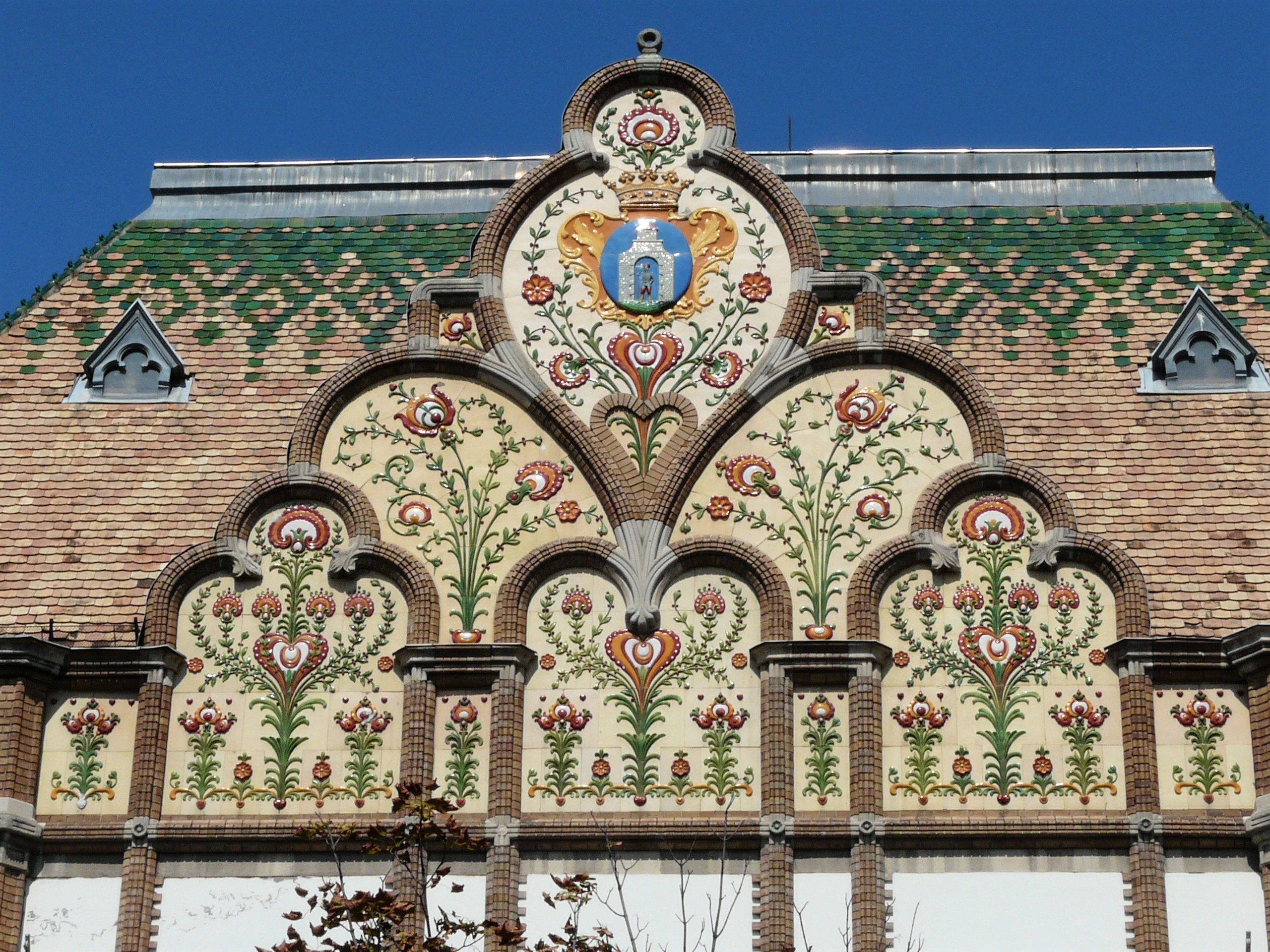
Giebel des Rathauses von Kiskunfélegyháza

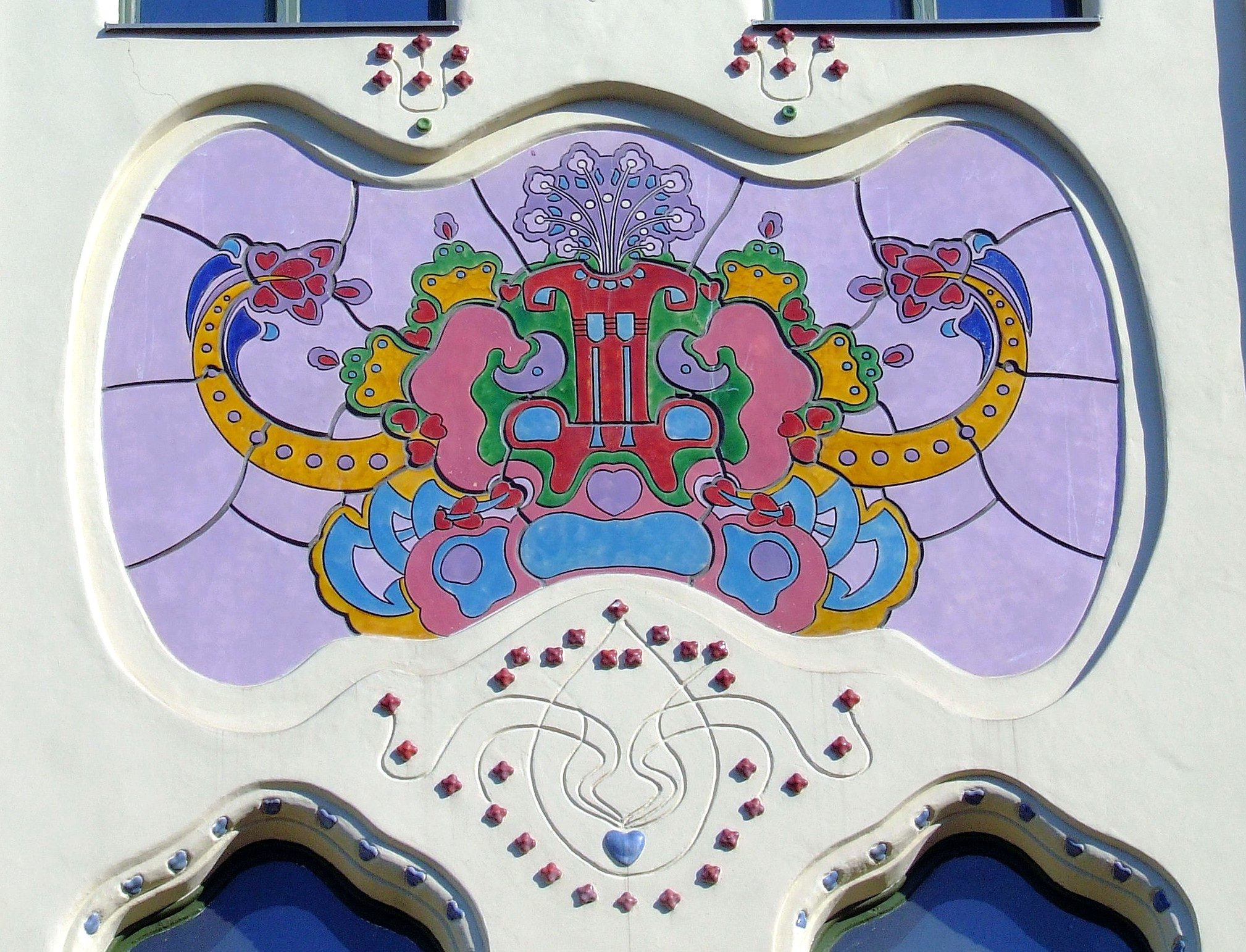
Dekor am Cifra-Palast in Kecskemét

Es sind Bauten, die mit ihren bunten Kacheln bzw. Ziegeln auch heute noch das Budapester Stadtbild nachhaltig prägen. Die Baukeramik, oft mit floralem Dekor, wurde von der Zsolnay Porzellanmanufaktur hergestellt. Vordenker der neuen Stilrichtung war der Architekt Ödön Lechner, dessen Bauten für die Welterbeliste der UNESCO vorgeschlagen sind.

## Geschichte
Mit dem Österreichisch-Ungarischen Ausgleich von 1867 wurde Ungarn bis 1918 zweiter Hauptbestandteil der k.u.k. Doppelmonarchie Österreich-Ungarn. Kálmán Tisza führte als Ministerpräsident (1875–1890) umfangreiche Reformen zur Modernisierung des Landes im Bereich Wirtschaft, Justiz, Sozialwesen und Politik durch und förderte daneben die Magyarisierung, einschließlich Siebenbürgens und der Slowakei.
Aus den beiden Stadthälften Buda (mit Altbuda) und Pest entstand Budapest als vereinigte Hauptstadt. Die Einwohnerzahl im gesamten Stadtgebiet versiebenfachte sich zwischen 1840 und 1900 und stieg auf rund 730.000. Zur Jahrtausendfeier der „Landnahme“ der Ungarn (dem so genannten Millennium) 1896 wurden im Zusammenhang mit der Budapester Millenniumsausstellung 1896 zahlreiche Großprojekte, etwa der Heldenplatz und die Földalatti, die erste U-Bahn auf dem europäischen Kontinent, fertiggestellt.

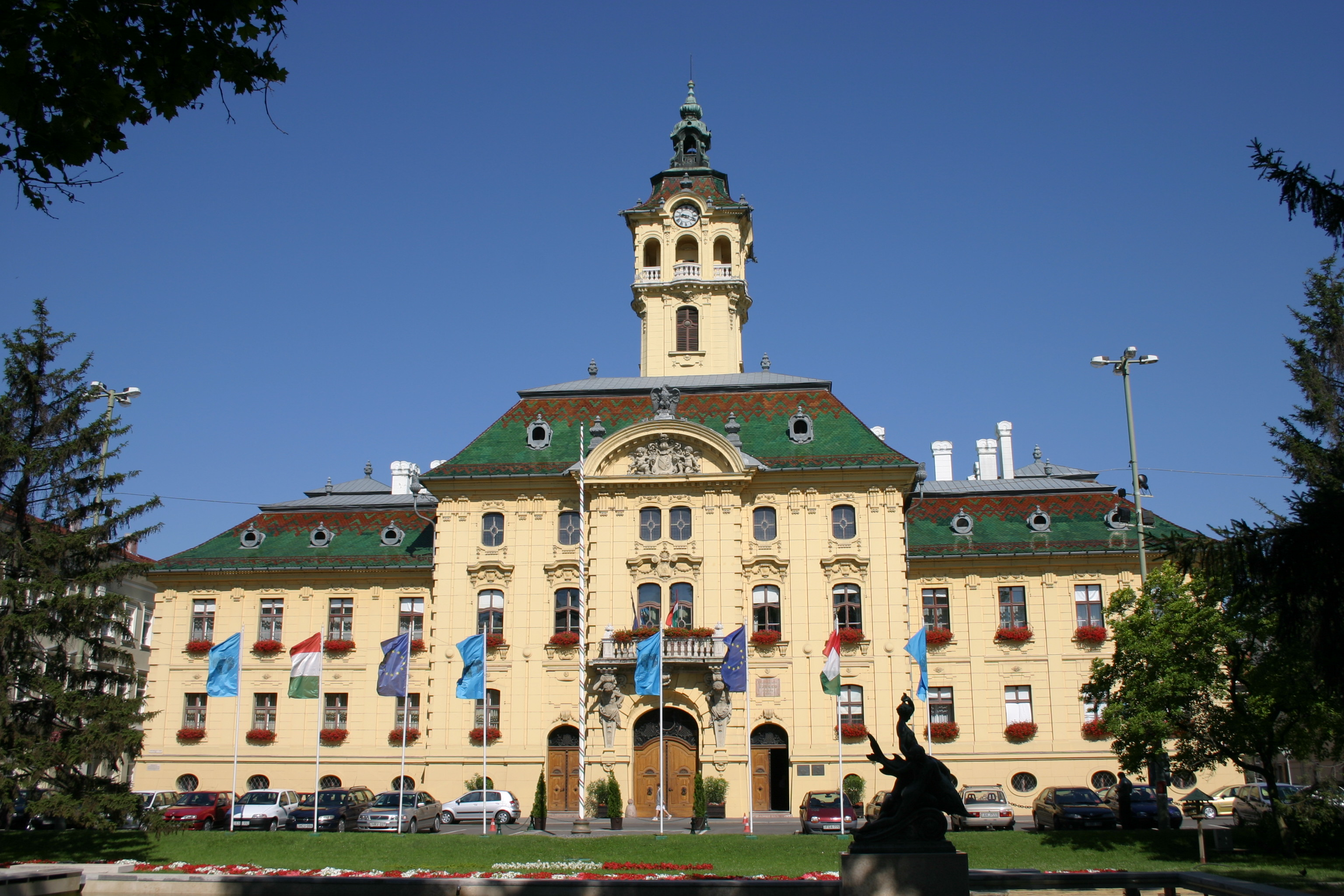
Rathaus, Szeged (1882–83)

Gleichzeitig vollzog sich im architektonischen Bereich die Abkehr vom Historismus und die Entwicklung des ungarischen Secessionsstils. Lechner hatte 1882 für den Entwurf des Rathauses in Szeged viel Anerkennung erfahren. 1891 gewann er mit Gyula Pártos den Wettbewerb für das Ungarische Kunstgewerbemuseum. Beide entwickelten einen „ostungarischen“ Architekturstil, dessen Dekor aus glasierten Ziegeln, Baukeramik aus Pyrogranit (witterungsfestes Steinzeug) der Manufaktur Zsolnay und aus Anleihen aus der indischen, persischen, maurischen und ungarischen Volkskunst bestand.

## Architekten des Secessionsstils
- Ödön Lechner (1845–1914) entwickelt seit 1891 den ungarischen Secessionsstil.
- Sándor Baumgarten (1864–1928), Palais Lloyd und u. a. 300 Schulen.
- Lipót Baumhorn (1860–1932), zwölf der von ihm errichteten Synagogen stehen bis heute, darunter die Synagoge von Szeged (1903), die als der Höhepunkt seines Schaffens gilt.
- Dezső Jakab (1864–1932), bedeutende Entwürfe mit M. Komorr.
- Károly Kós (1883–1977), Mitglied der Fiatalok-Gruppe, gewann den Wettbewerb für Wekerletelep. Er wirkte auch als Graphiker und Autor.
- Marcell Komor (1868–1944), bedeutende Entwürfe mit Dezső Jakab, wurde ein Opfer des Nationalsozialismus.
- Béla Lajta (1873–1920) entwirft mit dem Parisiana orfeum ein Bauwerk, das 1908 bereits in Richtung des Art déco zeigt.
- Béla Málnai (1878–1941), entwirft Wohngebäude, Herausgeber einer Zeitschrift.
- Gyula Pártos (1845–1916), wichtiger Mitarbeiter Lechners.
- Samu Pecz (1854–1922) wirkte auch als Hochschullehrer.
- J. Ferenc Raichle (1869–1960), wirkte in Szeged und Subotica.
- Frigyes Spiegel (1866–1933), inspiriert auch vom französischen Art Nouveau – Haus Lindenbaum.
- Emil Vidor (1867–1952), Architektur mit französischen, belgischen und deutschen Einflüssen.

Anmerkung: Im Zuge der Magyarisierung wurden auch die Namen der Architekten an den ungarischen Sprachgebrauch angepasst: Beispielsweise wurde aus Kosch Kós und aus Leitersdorfer Lajta.

## Bauwerke des ungarischen Jugendstils (Auswahl)
| Bauwerk                                            | Ort Lage                | Baujahr   | Architekt       | Art           | Anmerkungen                          | Bild                   |
| -------------------------------------------------- | ----------------------- | --------- | --------------- | ------------- | ------------------------------------ | ---------------------- |
| Kunstgewerbemuseum Iparművészeti Múzeum            | Budapest                | 1893–1896 | Lechner, Pártos | Museum        | zum Welterbe nominiert               | Kunstgewerbemuseum     |
| Szent László-Kirche Szent László-templom           | Budapest, X.Bezirk      | 1894–1896 | Lechner         | Kirche        | zum Welterbe nominiert               | Szent László           |
| Geologisches Museum Magyar Állami Földtani Intézet | Budapest                | 1896–1899 | Lechner         | Museum        | zum Welterbe nominiert               | Geologisches Museum    |
| Postsparkasse Postatakarékpénztár                  | Budapest                | 1899–1902 | Lechner         | Bankgebäude   | zum Welterbe nominiert               | Postsparkasse Budapest |
| Rathaus Városháza                                  | Kecskemét               | 1892–1894 | Lechner         | Verwaltung    | zum Welterbe nominiert               | Rathaus Kecskemét      |
| Synagoge Zsinagóga                                 | Szeged                  | 1901–1903 | Baumhorn        | Synagoge      | viertgrößte aktive Synagoge der Welt | Synagoge Szeged        |
| Synagoge                                           | Subotica, Serbien       | 1901–1903 | Komor, Jakab    | Synagoge      | Stadtbild prägend, profaniert        | Synagoge Subotica      |
| Palais Raichle                                     | Subotica, Serbien       | 1903–1904 | Raichle         | Wohnhaus      | Kulturdenkmal                        | Palais Raichle         |
| Palast der Präfektur Palatul Prefecturii           | Târgu Mureș, Rumänien   | 1905–1907 | Komor, Jakab    | Verwaltung    | Stadtbild prägend                    | Präfektur Târgu Mureș  |
| Palais Schwarzer Adler Palatul Vulturul Negru      | Oradea, Rumänien        | 1907–1908 | Komor, Jakab    | Geschäftshaus | Stadtbild prägend                    | Palais Schwarzer Adler |
| Parisiana orfeum (ehem.) Új színház                | Budapest                | 1908–1909 | Lajta           | Theater       | Frühwerk des Art déco                | Neues Theater Budapest |
| St. Elisabeth Kostol svätej Alžbety                | Bratislava, Slowakei    | 1909–1913 | Lechner         | Kirche        | Stadtbild prägend                    | Kirche St. Elisabeth   |
| Palais Lloyd Palatul Lloyd                         | Timișoara, Rumänien     | 1910–1912 | Baumhorn        | Geschäftshaus | Polytechnische Universität, Rektorat | Palais Lloyd           |
| Mausoleum für Sándor Schmidl                       | Budapest, jüd. Friedhof | 1902–1903 | Lajta           | Mausoleum     | Baukeramik von Zsolnay               | Mausoleum Schmidl      |